# Zulfécar Effendi
 (décembre 2014).
L'Effendi Zulfécar (né à Constantinople) fut un homme d'État ottoman qui obtint à la cour une grande réputation d'habileté et de savoir. On ne sait pas ce qui lui valut le nom de Zulfécar ou Dzoulfeïcar, qui est celui de l'épée à deux tranchants du célèbre Ali, à moins que ce ne fût une allusion à son astuce et à son adresse.

## Biographie
Zulfécar-Effendi était chargé de tenir les registres des janissaires, une des charges les plus lucratives de l'empire, lorsque Suleiman II, effrayé des succès de l'Autriche et craignant le sort de Mehmed IV, auquel il avait succédé, l'envoya auprès de l'empereur Léopold Ier du Saint-Empire, en 1688, pour faire des ouvertures de paix. Mais la cour de Vienne, enflée de ses succès, et surtout de la conquête de Belgrade, demanda la Bosnie, l'Esclavonie, la Croatie, la Bulgarie et la Transylvanie pour elle ; et pour ses alliés, les Polonais et les Vénitiens, elle exigeait la Valachie, la Moldavie, la Crimée, la Morée et la Dalmatie. Zulfécar-Effendi, qui était accompagné du grec Alexandre Mavrocordatos, répondit qu'une pareille spoliation excédait ses pouvoirs, et Léopold le retint presque comme prisonnier dans le château de Puffendorf.
Cependant Soliman s'était avancé à la tête de l'armée ottomane ; mais, ayant été honteusement battu, il se hâta de revenir à Andrinople. De là il répondit à ses ambassadeurs, qui depuis longtemps attendaient sa réponse, qu'ils devaient s'en tenir aux premières instructions et insister sur la reddition de Belgrade. Mavrocordatos, qui sentait l'impossibilité de traiter à ces conditions, fut d'avis de passer outre. Zulfécar s'y opposa, représentant à son collègue à quel danger ils s'exposeraient s'ils négligeaient de suivre les instructions données par leur maître. Ayant demandé audience à l'empereur, il lui dit franchement ce que le sultan lui avait ordonné ; et il engagea Léopold à l'envoyer lui-même à Constantinople, l'assurant que là il serait facile de s'entendre.
Pendant ce temps, le faible Soliman, revenu à Constantinople (1689), déposa le grand vizir et revêtit de cette haute dignité Fazıl Mustafa Köprülü, et aussitôt les choses changèrent de face. Koproli ayant rassemblé le divan et proposé des mesures vigoureuses, le muphti s'y opposa, les ambassadeurs ayant, disait-il, donné l'espoir d'une paix prochaine et avantageuse. Koproli demanda à voir les instructions qui leur avaient été données et leur correspondance. Après l'avoir parcourue, il s'écria d'une voix terrible :
 Il n'y a que des lâches qui aient pu compromettre ainsi l'honneur de l'empire. Les ambassadeurs et ceux qui les ont envoyés sont des giaurs qui recevront tôt ou tard leur punition. 
Cependant, sans annoncer qu'il voulût rompre les négociations entamées, il écrivit à Vienne que Zulfécar et Maurocordato avaient surpris ou forgé les lettres sur lesquelles ils s'autorisaient. Après une campagne glorieuse pour l'empire ottoman, et dont les succès furent dus à l'activité, au génie et à la bonne administration de Koproli, Soliman étant mort, et Koproli étant tombé sur le champ de bataille (1691), Zulfécar et Maurocordato furent rappelés ; entrant dans les vues du nouveau vizir, ils lui représentèrent que l'Allemagne était épuisée, lasse de faire la guerre, et qu'il serait facile d'arracher à Léopold une paix avantageuse pour la Porte.
Ce fut leur rapport qui décida, sous Ahmet II, la continuation de la guerre ; et, pour avoir été retardée, la paix n'en fut que plus glorieuse et plus avantageuse à l'empire ottoman. Zulfécar n'acheva pas la paix dont il avait fait les premières ouvertures : il mourut avant la signature du traité de Carlowitz, laissant un fils nommé Osman-Aga, qui hérita de ses immenses richesses, et que le crédit de Maurocordato, l'ami de son père, le porta à la place de kiaya, ou lieutenant du grand vizir.

## Source
« Zulfécar Effendi », dans Louis-Gabriel Michaud, Biographie universelle ancienne et moderne : histoire par ordre alphabétique de la vie publique et privée de tous les hommes avec la collaboration de plus de 300 savants et littérateurs français ou étrangers, 2e édition, 1843-1865 [détail de l’édition]